# Condado de Bonner
O Condado de Bonner é um dos 44 condados do Estado americano do Idaho. A sede do condado é Sandpoint, que é também a sua maior cidade. O condado tem uma área de 4 972 km² (dos quais 471 km² estão cobertos por água), uma população de 36 385 habitantes, e uma densidade populacional de 8,2 hab/km² (segundo o censo nacional de 2000). O condado foi fundado em 1907. Recebeu o seu nome em homenagem ao empresário Edwin L. Bonner, e fica no Panhandle do Idaho.